# Stanisław Bodniak
Stanisław Bodniak (ur. 29 października 1897 w Starej Wsi, zm. 15 października 1952 w Kórniku) – polski historyk, profesor Uniwersytetu Poznańskiego.

## Życiorys
Był synem robotnika wiejskiego Jakuba i Wiktorii z Guzów. Uczęszczał do szkoły wiejskiej w Humniskach (1905–1909). W 1918 ukończył Gimnazjum Klasyczne w Brzozowie (w jego klasie był m.in. Henryk Kapiszewski). W 1920 rozpoczął studia w Seminarium Duchownym w Przemyślu, następnie przeniósł się na historię i filologię na Uniwersytecie Jagiellońskim (1920-1924). W 1926 obronił na UJ doktorat na podstawie pracy Marcin Kromer 1512-1570. Zarys biograficzny. Jeszcze w czasie studiów pracował jako nauczyciel historii, geografii i języka niemieckiego w Miejskim Gimnazjum Humanistycznym w Grybowie (1921-1924); w latach 1924-1926 był asystentem w Seminarium Historii Kultury UJ.
W 1926 podjął pracę w Bibliotece Kórnickiej; od 1930 pełnił funkcję dyrektora Biblioteki i pozostał na tym stanowisku do końca życia, z przerwą na lata wojny. W 1936 został członkiem korespondentem Towarzystwa Naukowego Warszawskiego. W latach 1940–1944 pracował w Dziale Rękopisów Biblioteki Narodowej w Warszawie oraz prowadził wykłady z historii Polski i historii kultury na Uniwersytecie Ziem Zachodnich w Warszawie. W 1945 powrócił do pracy w Bibliotece Kórnickiej, został także docentem w Katedrze Historii Kultury Uniwersytetu Poznańskiego. Od 1947 kierował tą Katedrą, rok później otrzymał tytuł profesora nadzwyczajnego; współpracował z Instytutem Zachodnim w Poznaniu. Prowadził na uniwersytecie wykłady z historii Polski, historii marynistyki i historii kultury. Zajmował się w pracy naukowej również edytorstwem i bibliotekoznawstwem.
Ustalił dane biograficzne Stanisława Kostki, wojewody chełmińskiego i podskarbiego ziem pruskich w okresie panowania Zygmunta Starego i Zygmunta Augusta. Wysunął i udowodnił tezę, że Polska pojawiła się aktywnie na Bałtyku już w czasach Zygmunta Starego, a nie jak wcześniej sądzono za panowania Zygmunta Augusta, a rzekomy pierwszy polski admirał Tomasz Serping był postacią fikcyjną. Udokumentował także różnice między mylonymi wcześniej osobami – Wacławem Duninem Wąsowiczem (uważanym za inicjatora polskiej straży morskiej, a faktycznie działającym na lądzie) i Stanisławem Wąsowiczem. Zajmował się historią księgarstwa poznańskiego. W 1952 wydał tom XIV Acta Tomiciana, przygotował także edycję dzieł Andrzeja Frycza Modrzewskiego. Dokonał inwentaryzacji zbioru inkunabułów, rękopisów i dyplomów Biblioteki Kórnickiej oraz skatalogował XVI, XVII i XVIII-wieczne rękopisy Biblioteki Narodowej w Warszawie. Wydawał także diariusze XVI-wieczne.
W 1933 został członkiem Poznańskiego Towarzystwa Przyjaciół Nauk, należał także m.in. do Stowarzyszenia Historyków Sztuki i Kultury Materialnej.
Uchwałą Prezydium Krajowej Rady Narodowej z 17 września 1946 na wniosek Naczelnego Dowództwa Wojska Polskiego został odznaczony Złotym Krzyżem Zasługi za zabezpieczenie w czasie okupacji zbiorów Muzeum i Biblioteki Kurnickiej.

## Niektóre prace
- Kongres Szczeciński na tle bałtyckiej polityki polskiej (1929)
- Tytus Działyński (1929)
- Komisja morska Zygmunta Augusta (1931)
- Losy flotylli Batorego w Elblągu (1934)
- Albrecht Hohenzollern (1935)
- Najdawniejszy plan porozumienia Polski z Moskwą przeciw Niemcom z lat 1571–72 (1946)
- Polska a Bałtyk za ostatniego Jagiellona (1946)
- Jana Kostka kasztelan gdański (1979, wyd. pośmiertne)

Na prośbę Stanisława Kota napisał hasło marynarka do Encyklopedii staropolskiej Brücknera.